# Championnats d'Europe de biathlon 1997
Navigation
1996 1998
Les championnats d'Europe de biathlon 1997, quatrième édition des championnats d'Europe de biathlon, ont lieu en 1997 à Windischgarsten, en Autriche.

## Tableau des médailles
| Rang  | Pays               | Or | Argent | Bronze | Ensemble |
| ----- | ------------------ | -- | ------ | ------ | -------- |
| 1     | Russie             | 3  | 3      | 0      | 6        |
| 2     | Allemagne          | 2  | 1      | 1      | 4        |
| 3     | Pologne            | 1  | 1      | 0      | 2        |
| 4     | Slovénie           | 0  | 1      | 1      | 2        |
| 5     | Italie             | 0  | 0      | 1      | 1        |
| 6     | Norvège            | 0  | 0      | 1      | 1        |
| 7     | République tchèque | 0  | 0      | 1      | 1        |
| 8     | Slovaquie          | 0  | 0      | 1      | 1        |
| Total | Total              | 6  | 6      | 6      | 18       |

| Rang  | Athlètes multi-médaillés | Or | Argent | Bronze | Ensemble |
| ----- | ------------------------ | -- | ------ | ------ | -------- |
| 1     | Albina Akhatova          | 1  | 1      | 0      | 2        |
| "     | Andrey Padin             | 1  | 1      | 0      | 2        |
| "     | Katja Beer               | 1  | 1      | 0      | 2        |
| "     | Tatjana Martinova        | 1  | 1      | 0      | 2        |
| 5     | Marco Morgenstern        | 1  | 0      | 1      | 2        |
| Total | Total                    | 5  | 4      | 1      | 10       |

## Résultats et podiums

### Hommes
| Épreuves   | Or                                                                                | Argent                                                                      | Bronze                                                                              |
| ---------- | --------------------------------------------------------------------------------- | --------------------------------------------------------------------------- | ----------------------------------------------------------------------------------- |
| Individuel | Sergey Rozhkov                                                                    | Tomasz Sikora                                                               | Marco Morgenstern                                                                   |
| Sprint     | Andrey Padin                                                                      | Jože Poklukar                                                               | Tomaž Globočnik                                                                     |
| Relais     | Allemagne - Marco Morgenstern - Lars Kreuzer - Holger Schonthier - Ulf Karkoschka | Russie - Eduard Riabov - Alexei Sidorov - Andrey Padin - Wladimir Bechterev | Norvège - Kjell Ove Oftedal - Lars-Sigve Oftedal - Kjetil Saeter - Stig-Are Eriksen |

### Femmes
| Épreuves   | Or                                                              | Argent                                                | Bronze                                                               |
| ---------- | --------------------------------------------------------------- | ----------------------------------------------------- | -------------------------------------------------------------------- |
| Individuel | Katja Beer                                                      | Albina Akhatova                                       | Soňa Mihoková                                                        |
| Sprint     | Anna Stera                                                      | Tatjana Martinova                                     | Nathalie Santer-Bjoerndalen                                          |
| Relais     | Russie - Irina Mileschina - Tatjana Martinova - Albina Akhatova | Allemagne - Katja Beer - Janette Klein - Steffi Kindt | République tchèque - Irena Madlova - Jitka Simunkova - Irena Tomsova |